# Anthonius Josephus Maria Leeuwenberg
Anthonius Josephus Maria "Toon" Leeuwenberg, né le 11 août 1930, à Amsterdam, et mort en 2010, est un botaniste et taxonomiste néerlandais surtout connu pour ses recherches sur le genre Buddleja au Laboratoire de taxonomie végétale et de géographie végétale de Wageningue. Il est responsable de la classification de nombreuses espèces asiatiques en tant que variétés, notamment au sein de Buddleja crispa. En 1962, il travaille avec Jan de Wilde sur la flore ivoirienne. 

## Publications
- Leeuwenberg, AJM (1979). Les Loganiaceae d'Afrique XVIII Buddleja L. II, Révision des espèces africaines et asiatiques. H. Veenman & Zonen BV, Wageningen, Pays-Bas.
- Leeuwenberg, AJM (1991). Une révision de Tabernaemontana : les espèces du vieux monde .
- Leeuwenberg, AJM (1994). Une révision de Tabernaemontana 2 : la nouvelle espèce mondiale et Stemmadenia. Révisions des Apocynaceae : 36